# Ranunculaceae
Ranunculaceae, las ranunculáceas es la familia más extensa del Orden Ranunculales, con 2 377 especies aceptadas en 65 géneros. Sus miembros, generalmente herbáceas perennes o anuales, se distribuyen por todas las regiones templadas y subtropicales, principalmente del hemisferio norte. Su presencia en los trópicos, aunque más escasa, también está representada por algunas especies de  Thalictrum y Oreithales, por ejemplo. 
Muchas de las especies son ampliamente cultivadas en jardinería por su valor ornamental; entre ellas las del género tipo: Ranunculus; las muy diversas trepadoras de Clematis, o las de Aquilegia, por la peculiar forma de sus flores. 

Otros géneros se usaban en la antigüedad como remedios naturales por sus efectos beneficiosos para aliviar algunas dolencias, tanto en el Viejo como en el Nuevo Mundo. Los pueblos nativos de Norteamérica utilizaban alrededor de 20 especies. También se conocían sus efectos nocivos, como en el caso del acónito, uno de los tóxicos más potentes del reino vegetal.

## Características
La mayoría de las especies son herbáceas perennes, frecuentemente con un rizoma desarrollado (o con tubérculos), simpódico o raramente monopódico, a veces anuales o bienales, o bien subarbustos (p. ej. Xanthorhiza) o trepadoras (Clematis), sin látex ni savia coloreada ni aceites esenciales.

Poseen raíces adventicias, a veces con raíz principal desarrollada en las especies anuales o bienales.

Son plantas hermafroditas, aunque muchas de las especies de Thalictrum son dioicas. Otras especies son polígamas.
Las hojas simples o compuestas, normalmente pecioladas y envainantes en la base, dísticas, espirales. Pueden ser alternas u opuestas (Clematis); decusadas o fasciculadas, con estípulas intrapeciolares visibles o sin ellas. Los limbos pueden ser cordados, truncados o cuneados en la base, divididos o indivisos, incisos, dentados, a veces enteros, heterófilos en las acuáticas, nerviación pinnatinervia a palmatinervia. Estomas anomocíticos o paracíticos.

Los tallos con haces vasculares en que el xilema rodea total o parcialmente (en V) el floema y dispuestos más o menos irregularmente, o bien en 1-2 anillos, con radios medulares estrechos, nudos 3-5-lacunares con 3-8 rastros foliares (rara vez unilacunar con un rastro o bilacunar con dos).
Especies con flores solitarias, a menudo pedunculadas (Glaucidium) o con inflorescencias terminales, rara vez axilares; normalmente en racimo, panícula o cima, a veces las brácteas forman un involucro o calículo bajo la flor (Anemone).

Las flores son normalmente de tamaño mediano a grande, hipóginas, perfectas, rara vez unisexuales, actinomorfas a zigomorfas (verticalmente monosimétricas), partes cíclicas a espirales, no opuestas entre sí. Receptáculo bien desarrollado, convexo, a veces mucho más largo que ancho, no ahuecado. Disco hipógino ausente. Perianto normalmente con cáliz y corola separados, o bien intergradándose. Sépalos (2-)3-8(-más), libres, frecuentemente petaloides, a veces parcial o totalmente gamosépalos, a veces con espolones, imbricados, rara vez valvados, caducos o persistentes. Pétalos (0-)1-13(-50), libres, acopados o planos, frecuentemente los 2-3 verticilos internos con nectarios e interpretados como de origen estaminodial, parcial o totalmente gamopétalos, imbricados, a veces con espolones, verdes, blancos, amarillos, rojos, púrpuras o azules. Androceo de (5-)15-500 estambres, espiralados o en 1-13 verticilos, libres, filantéreos, estaminodios extrastaminales (si se consideran como tales los "pétalos nectaríferos"), anteras no versátiles, basifijas, tetrasporangiadas, extrorsas o introrsas, dehiscencia por hendiduras longitudinales (raramente por valvas alargadas en Trautvetteria). Gineceo súpero, de 1-100(-10.000) carpelos, apocárpico, semicárpico, o sincárpico con 3-5 lóculos, estilo presente o ausente, estigma apical, seco, papiloso o no, óvulos 1-100 por carpelo, anátropos o hemianátropos, apótropos, unitégmicos y tenuinucelados o bitégmicos y crasinucelados, si hay uno, es el basal de la serie y suele ser unitégmico, erectos, horizontales o péndulos, placentación marginal a basal en los ovarios apocárpicos o axial en los sincárpicos.

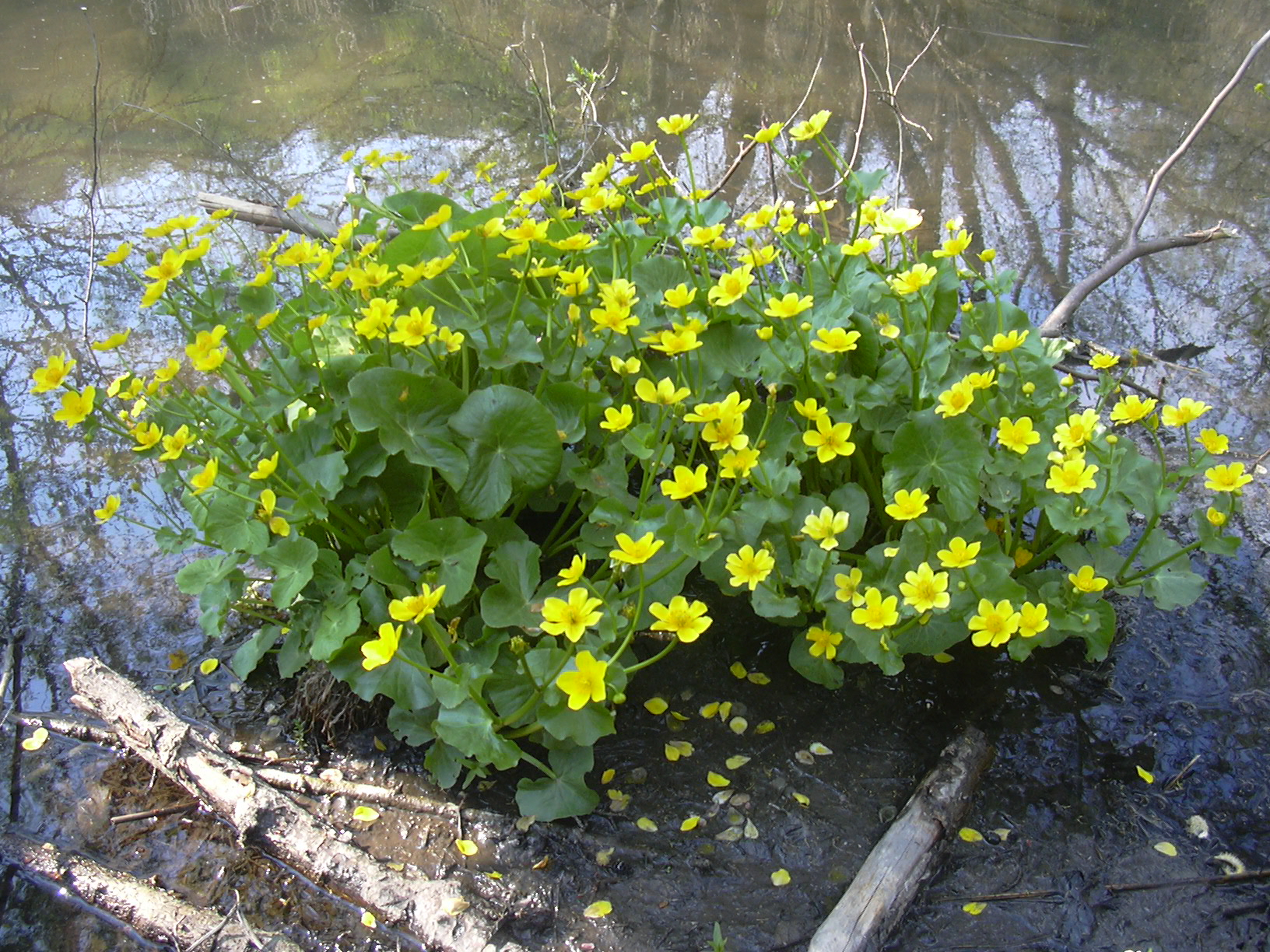
Una de las especies acuáticas de la familia, Caltha palustris, habitante de lugares húmedos; marismas, pantanos y riberas.

El fruto puede ser en forma de agregado de folículos (a veces dehiscente dorsal y ventralmente, si es una legumbre); o aquenios, raramente carnosos en baya o drupa, o en cápsula, raramente simple; en cápsula si es sincárpico (Nigella).

Un fruto puede contener de 1 a muchas semillas por carpelo, con endospermo abundante, amiláceo u oleoso, raramente ausente, a veces comprimidas y aladas (Glaucidium). El embrión es normalmente rudimentario con 2 cotiledones de peciolos más o menos soldados, raramente uno solo, a veces embrión es largo y desarrollado, recto.

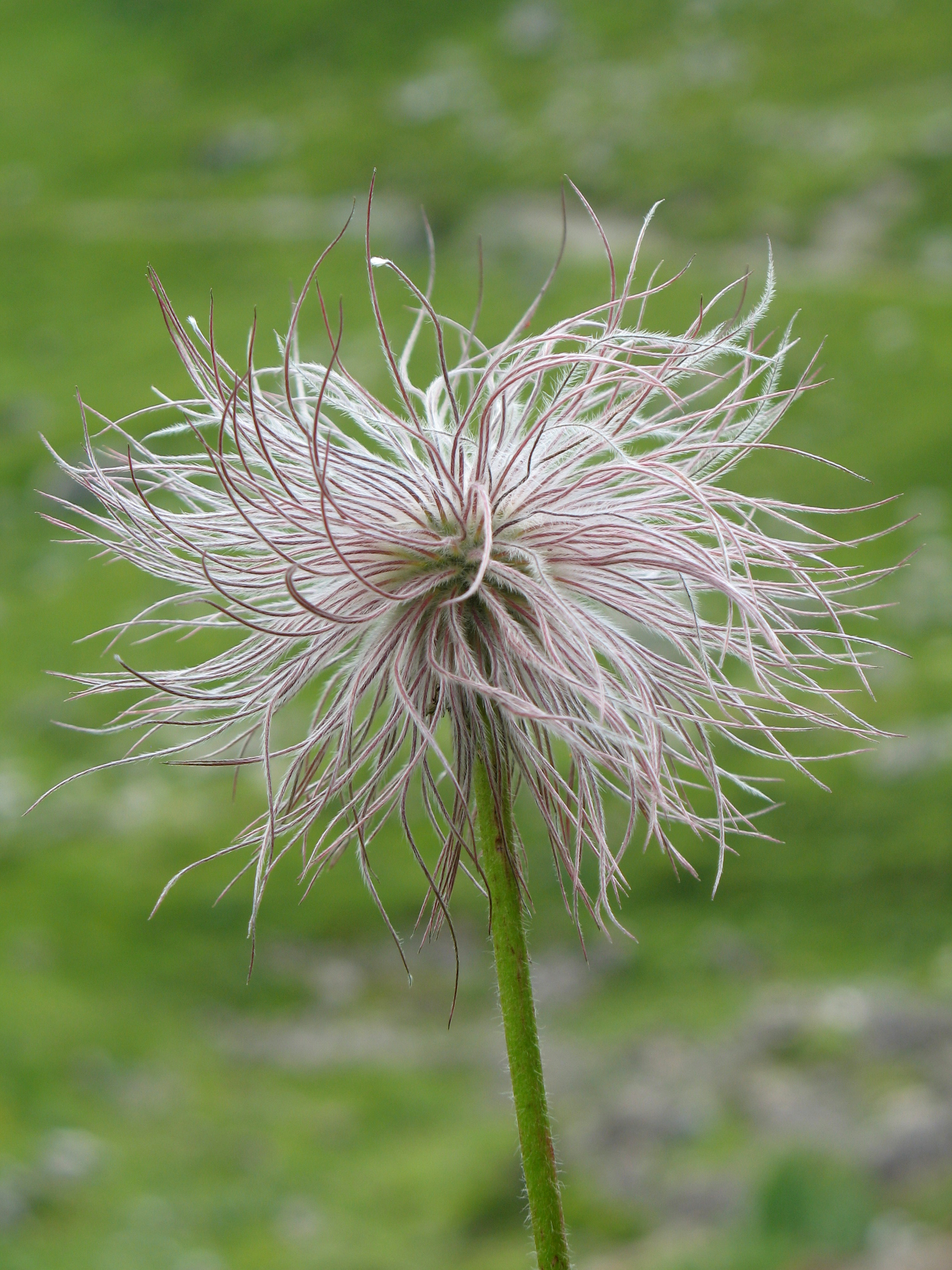
En aquenio: Pulsatilla alpina
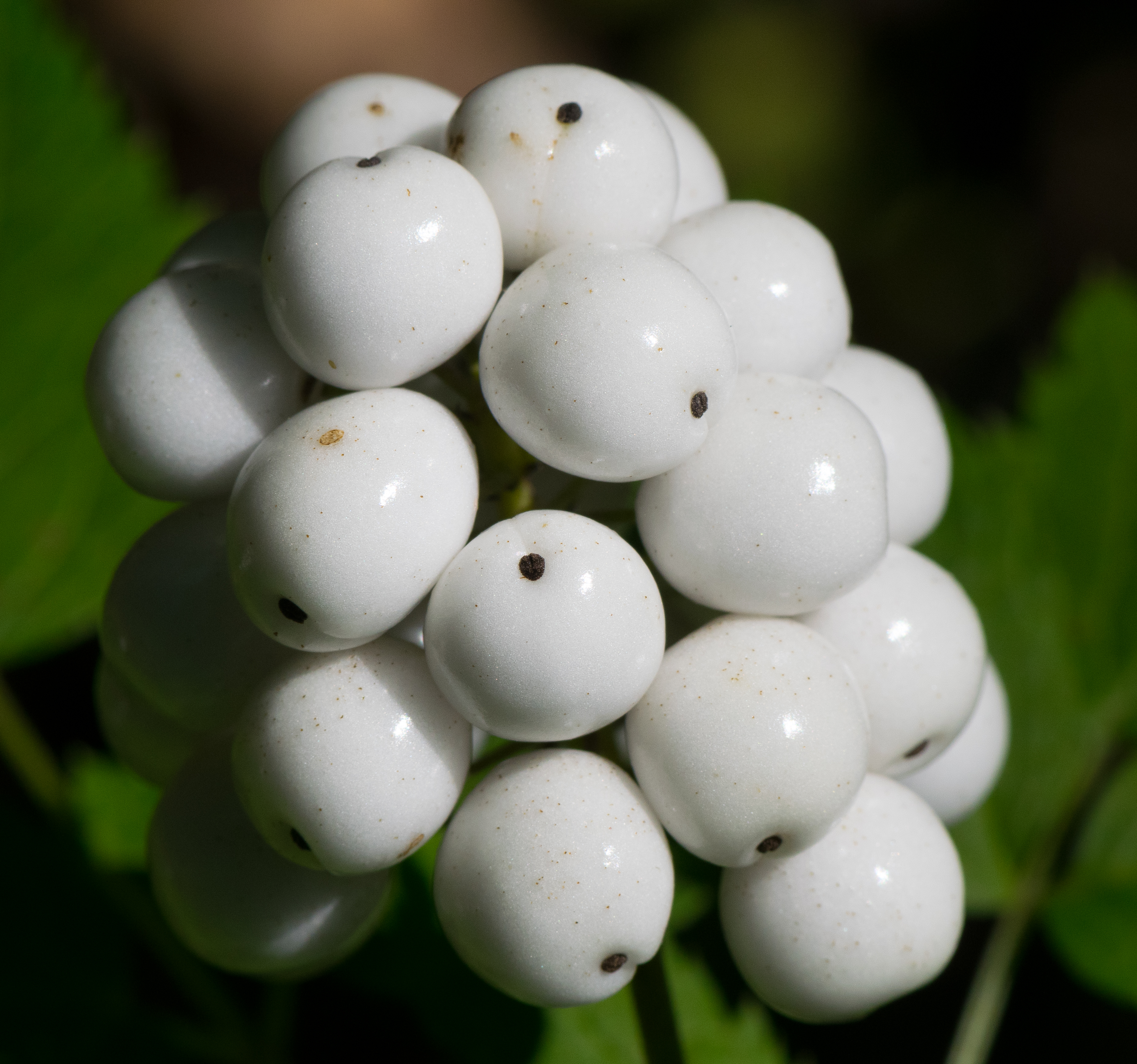
En baya: Actaea pachypoda
En folículos: Nigella arvensis

## Ecología

### Palinología

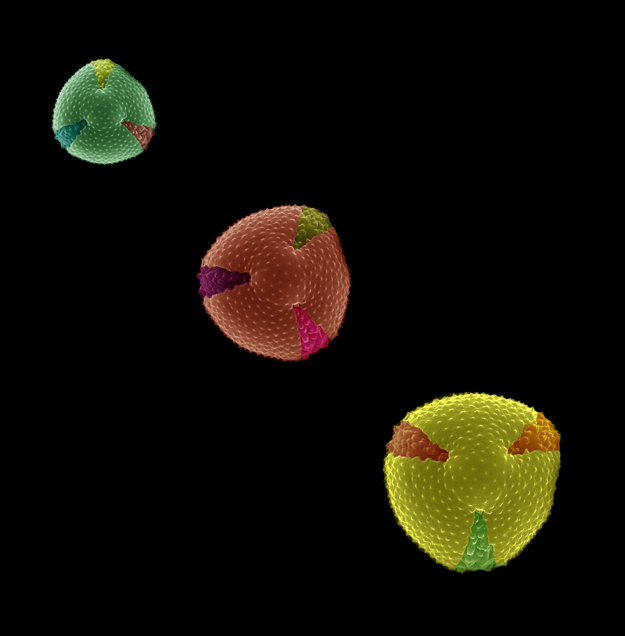
Granos de polen de Aquilegia vistos bajo el microscopio electrónico

El polen puede ser tricolpado, pantocolpado o pantoporado, a veces variable dentro de un mismo género (como en Clematis). Téctum normalmente espinuloso-perforado, con endexina de considerable grosor; columelas frecuentemente grandes, dispersas o reducidas de modo que el téctum y la capa basal están escasamente separadas.

### Citología
Número cromosómico: Cromosomas de dos tipos: largos y curvados varias veces (tipo R) o pequeños y a lo sumo con una curva (tipo T); usualmente las especies con tipo R tienen x = 8, reduciéndose a 7 o 6, rara vez aumentando a 9 o 10; las especies con tipo T tienen x = 7, pero es 6 en Dichocarpum, 8 en Asteropyrum, 9 en Coptis y Xanthorhiza, y 13 en Hydrastis. Anemone, Ranunculus y Thalictrum presentan numerosos cambios de ploidía. Aparecen cambios aneuploides en Caltha, Ranunculus, etc., debido a la presencia de cromosomas B.

### Fitoquímica
Perianto coloreado por carotenoides amarillos, o púrpuras, azules y escarlatas (antocianinas), dependiente de los minerales del suelo en Anemone coronaria. Acumulación de alcaloides de diversos tipos, p. ej. derivados de la isoquinolina (magnoflorina, berberina, etc.), diterpénicos (aconitina) o derivados de la quinolizina (N-metil-citisina), si bien los derivados de la benzilisoquinolina se restringen a los géneros Coptis e Isopyrum. El glucósido ranunculina es común en la familia y una vez ingerido, libera una substancia irritante del aparato digestivo, la protoanemonina, que puede causar a ganado y animales domésticos daños diversos, que incluyen narcosis, parálisis muscular, paros cardíacos, insuficiencia respiratoria, enfriamiento de extremidades, temblores, hipertensión e incluso la muerte; una vez seca la planta, la protoanemonina se descompone dando anemonina, que es inocua. Otras especies presentan compuestos cianogenéticos derivados de la tirosina (p. ej. trigloquinina) y su ingestión puede ser mortal, al liberar ácido cianhídrico. Proantocianidinas usualmente ausentes (presentes como cianidina en Clematis). Flavonoles presentes (usualmente kaempferol o quercetina) o ausentes, ácido elágico ausente. Saponinas y sapogeninas presentes o ausentes. Fisiología C3 en algunos géneros.

### Polinización

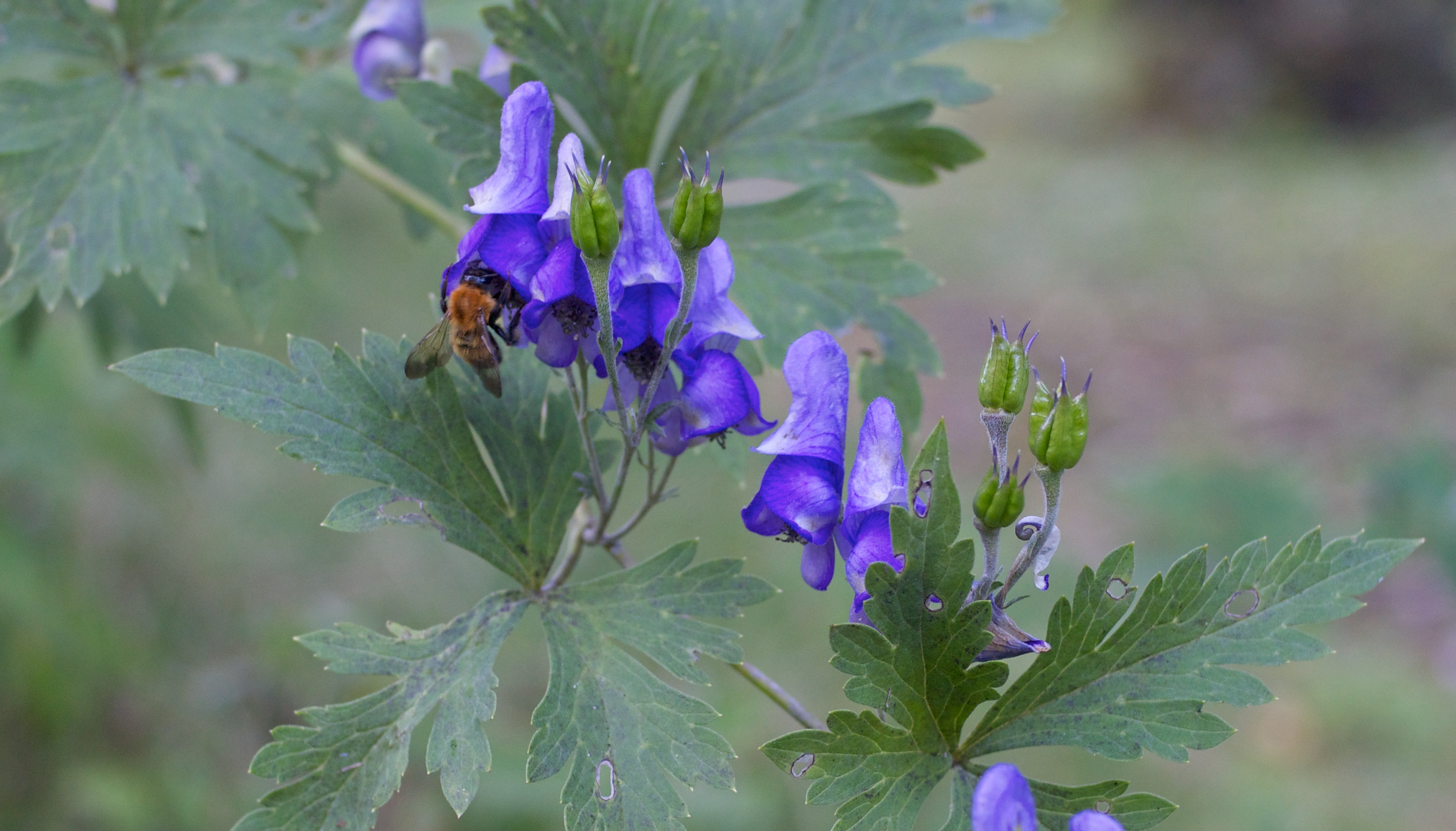
Bombus diversus polinizando un Aconitum japonicum

Las flores, fundamentalmente entomófilas, a excepción de algunas especies de Thalictrum, que son anemófilas, tienen periantos vistosos (más de 6 cm de diámetro) o filamentos estaminales coloreados, si los periantos son pobres o caducos. Las guías de néctar son visibles bajo la radiación ultravioleta común. Las flores presentan nectarios en los "pétalos" que producen un néctar rico en sacarosa, salvo en Caltha, donde el néctar lo producen tricomas carpelares a ambos lados de cada carpelo. Las anteras presentan mecanismos que les permiten entrar en contacto con el dorso o el vientre de los insectos visitantes. La mayoría de las especies son protóginas (la proterandria se presenta en algunas Clematis y Anemone). Algunas especies son autógamas, la apomixis ocurre muy esporádicamente. La entomogamia ha favorecido la aparición de flores zigomorfas con estructuras muy complejas, como nectarios ocultos en tépalos acapuchonados o pétalos espolonados. Normalmente los insectos polinizadores son abejas y abejorros, pero en algunos grupos se ha establecido una relación con polillas esfíngidas (esfingofilia) o con aves (ornitofilia), incluso dentro del mismo género (p. ej., Delphinium, Aquilegia). Sin embargo, Xanthorhiza presenta un síndrome de polinización sapromiófila. La relación entre el insecto polinizador y la planta puede ser muy estrecha y de dependencia completa.

## Distribución y hábitat

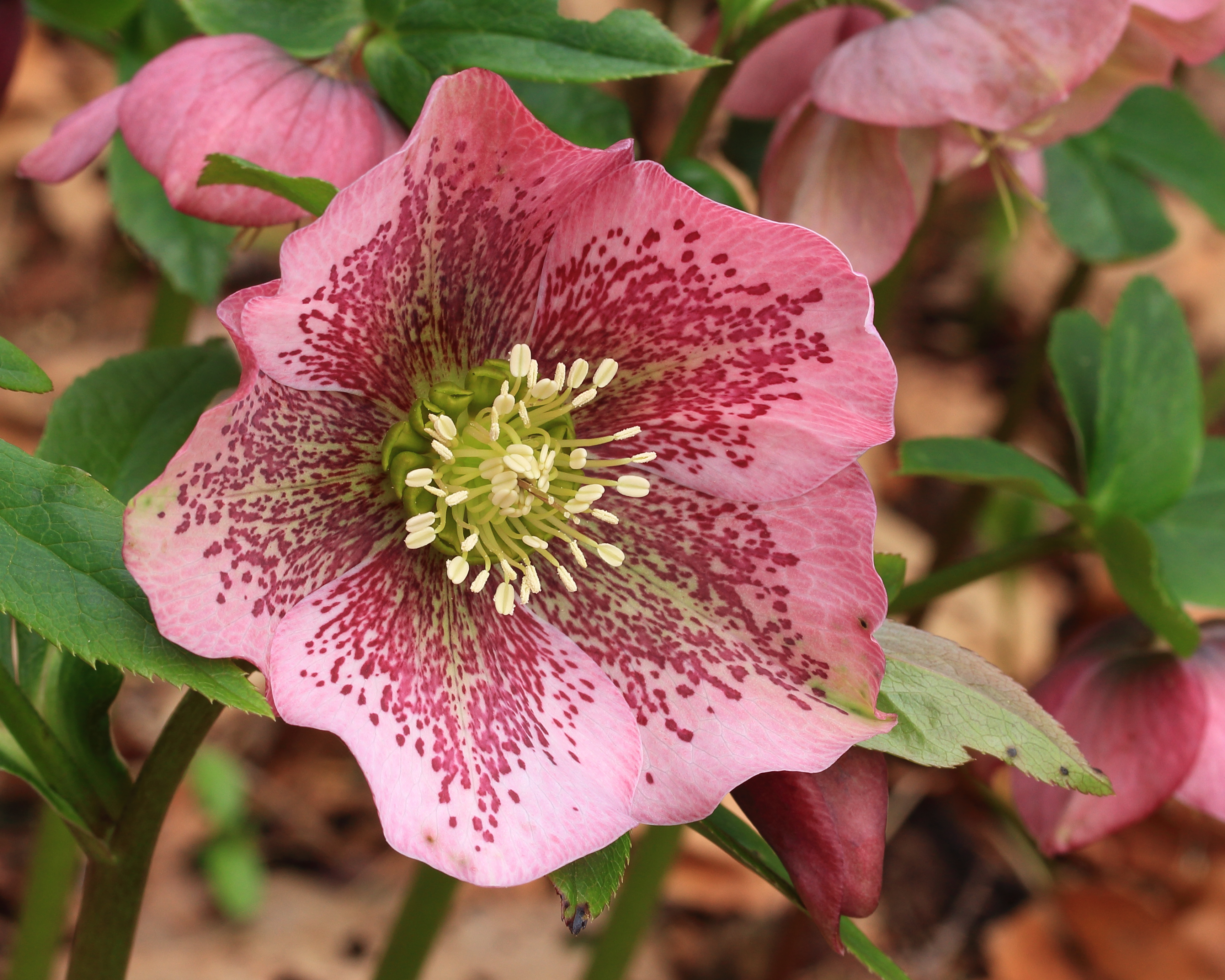
Helleborus orientalis

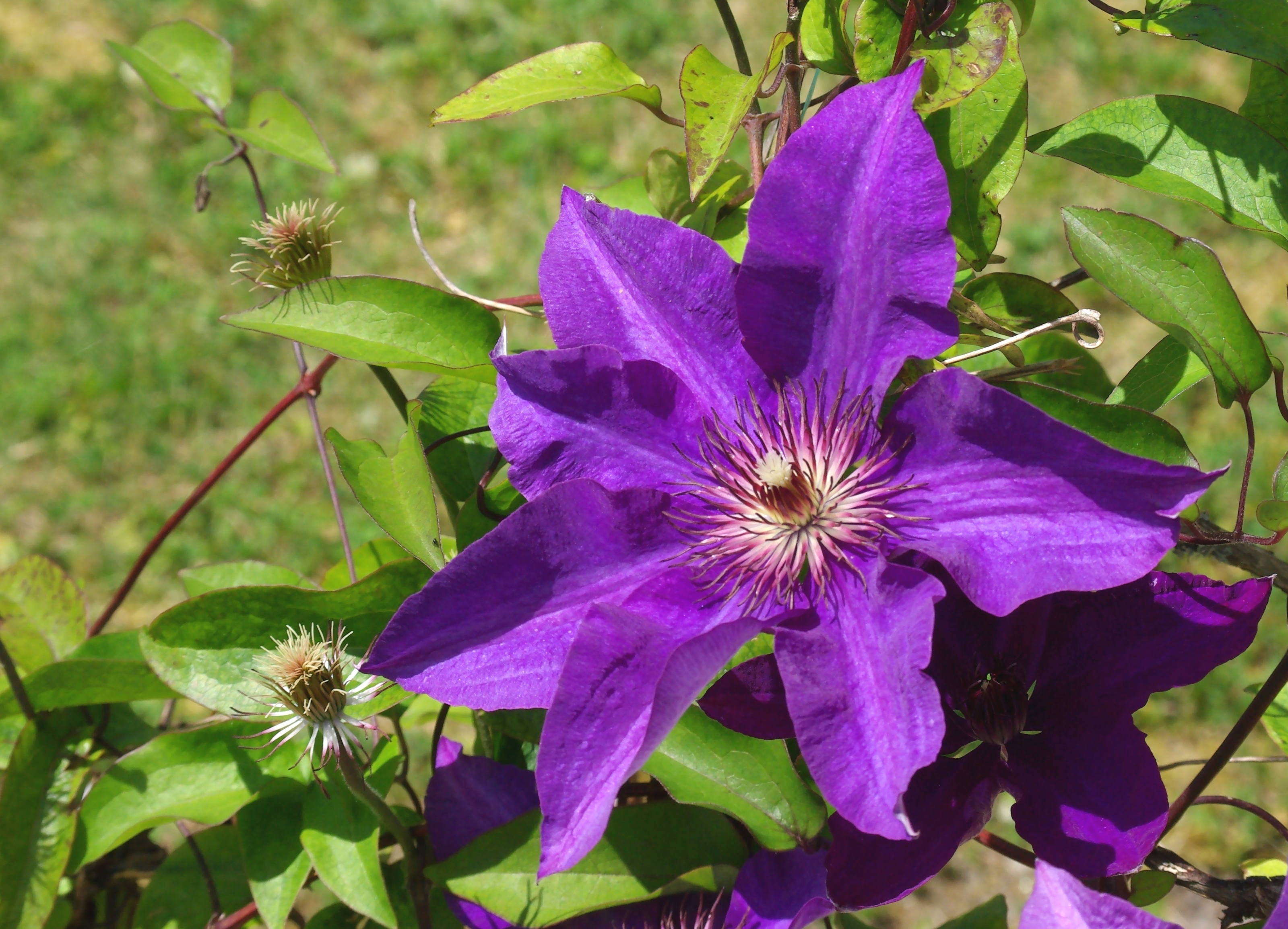
Cultivar del híbrido Clematis× zanonii llamado 'The President'

La familia se encuentra distribuida por casi todo el mundo, aunque es más escasa en los trópicos, con solo 12 géneros, entre ellos los endémicos Naravelia (Asia tropical), Krapfia, Laccopetalum, y Oreithales (América tropical). Muchos de los géneros se distribuyen solamente por el hemisferio norte, otros en ambos hemisferios, como Anemone, Clematis, Caltha, Myosurus, ranunculus y Thalictrum. Solamente 6 se encuentran en el hemisferio sur: Knowltonia y Peltocalathos en Sudáfrica y en Sudamérica Aphanostemma, Barneoudia, Callianthemoides y Hamadryas.
Prefieren climas templados a frescos, con hábitats húmedos. Algunas de las especies de Caltha y Ranunculus están adaptadas a la vida acuática. Muchas están presentes en bosques caducifolios, sotobosques y en prados alpinos en los climas más cálidos.

## Taxonomía

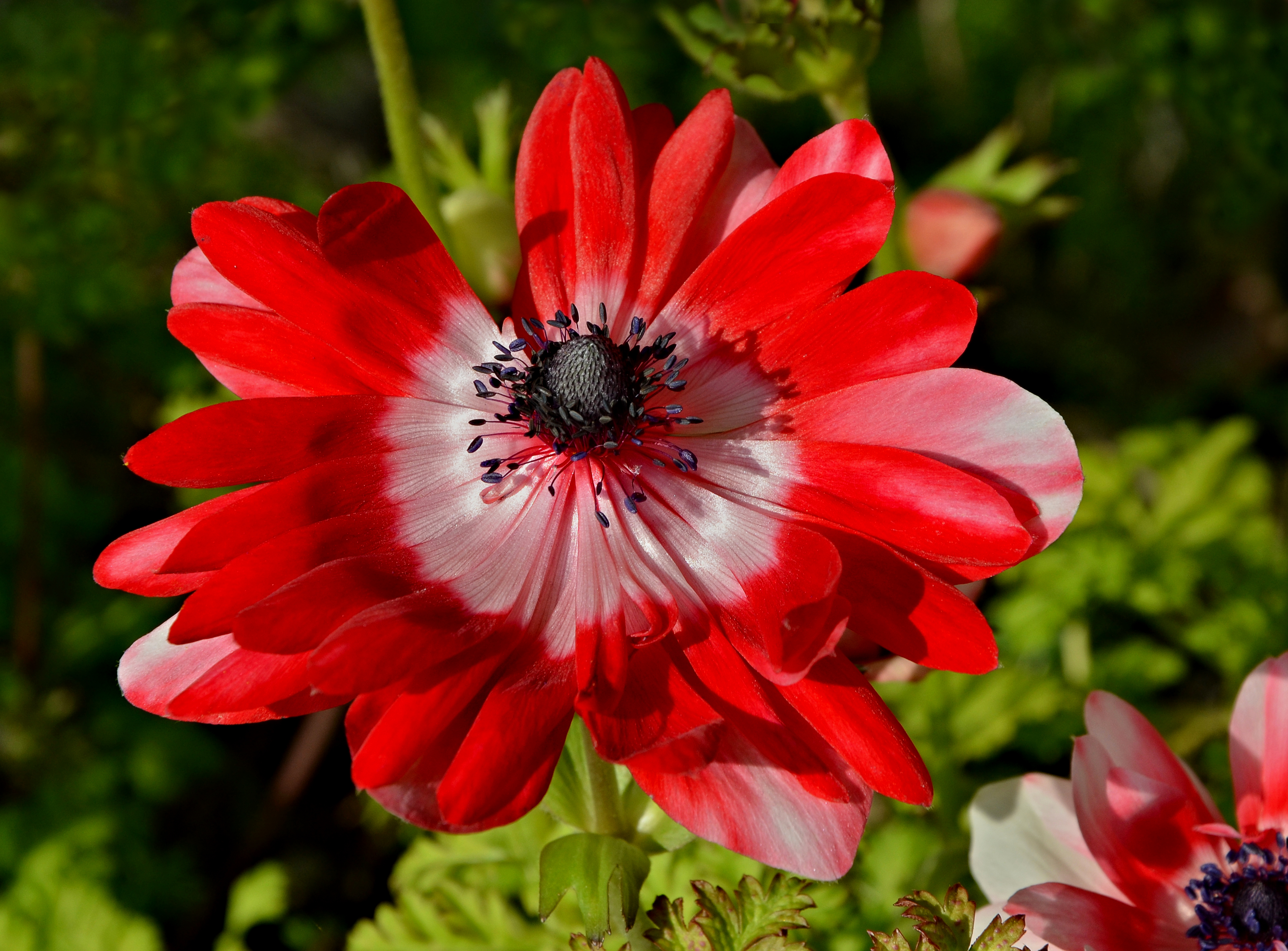
Anemone coronaria

### Posición sistemática
Las ranunculáceas son un grupo de angiospermas que se incluyen en el clado eudicotiledóneas. Se han relacionado usualmente con las lardizabaláceas, que difieren por importantes caracteres como la placentación o con las berberidáceas. Basándose en datos moleculares y morfológicos, el APW (Angiosperm Phylogeny Website) considera que forma parte del Orden Ranunculales, siendo el grupo hermano de las berberidáceas en un clado moderadamente avanzado del orden.

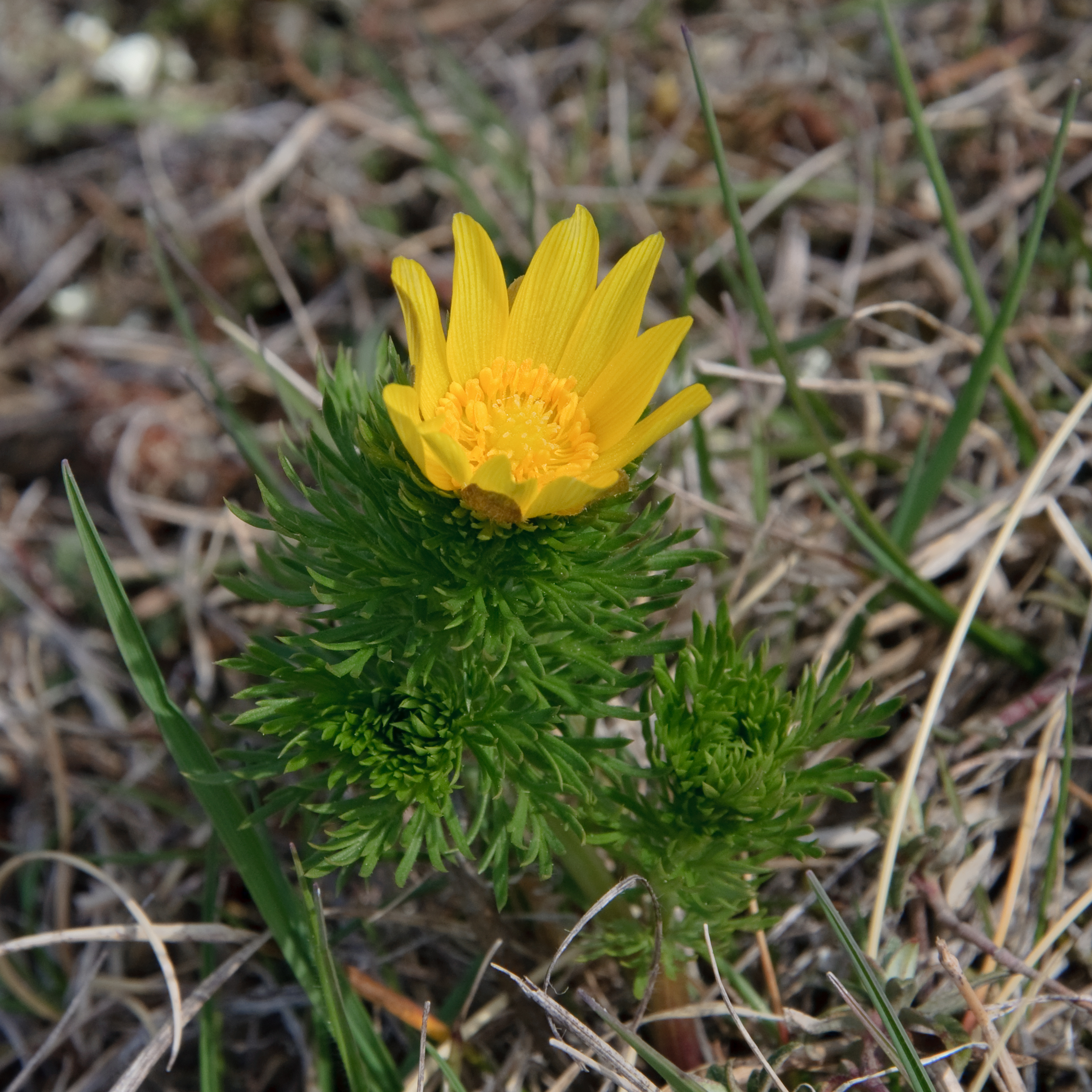
Adonis vernalis

### Taxones
Durante mucho tiempo se han incluido en las ranunculáceas géneros que tenían poco que ver con la familia, pero que coincidían en caracteres considerados actualmente plesiomorfos, como Paeonia (Paeoniaceae), Circaeaster o Kingdonia (Circaeasteraceae). Por otro lado, hasta muy recientemente, no se ha reconocido que el género Glaucidium es un representante primitivo de esta familia, habiendo sido colocado incluso en una familia propia (Glaucidiaceae). La sistemática propuesta por Tamura (1993), reconocía cinco subfamilias basadas fundamentalmente en caracteres cromosómicos y florales: tres con cromosomas de tipo T: Hydrastidoideae (x = 13), Thalictroideae (x = 7) e Isopyroideae (tres tribus: Isopyreae, x = 7, Dichocarpeae, x = 6, Coptideae, x = 9 (rara vez 8)), y dos con cromosomas de tipo R: Ranunculoideae (con tres tribus: Adonideae, x = 8, Anemoneae, x = (7-)8(-9), Ranunculeae, x = 8 (rara vez 7) y Helleboroideae (4 tribus: Helleboreae, x = 8, Cimicifugeae, x = 8, Nigelleae, x = 6 (rara vez 7), Delphinieae, x = 8). Los estudios recientes de filogenia molecular han confirmado la posición basal de Hydrastidoideae, que sería el grupo hermano de Glaucidoideae, y esta rama sería basal respecto del resto de la familia. La siguiente rama estaría formada por la subfamilia Coptoideae, que sería el grupo hermano del clado formado por las subfamilias Thalictroideae y Ranunculoideae, a su vez grupos hermanos (Ro et al., 1997,). La sistemática actualmente reconocida quedaría como sigue:

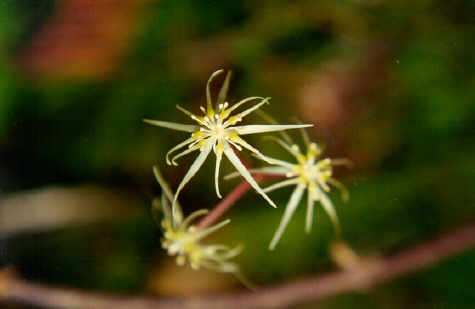
Coptis occidentalis

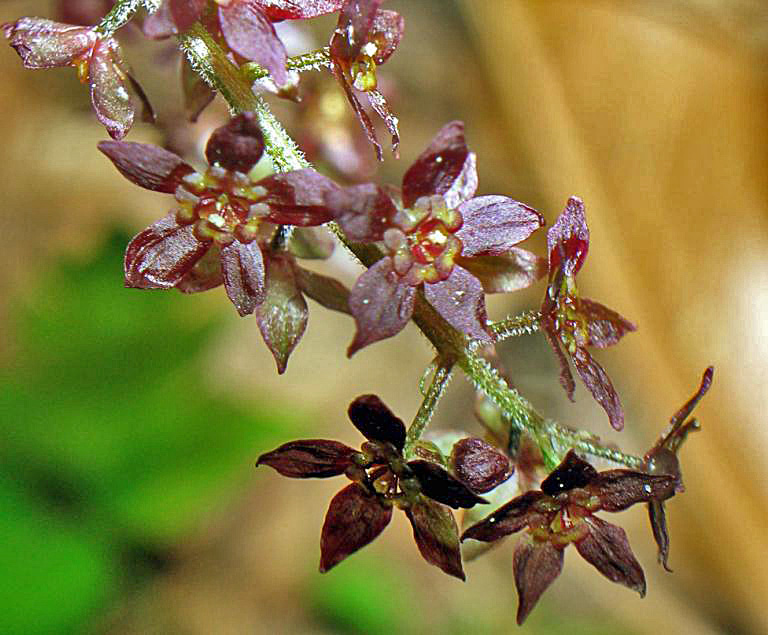
Xanthorhiza simplicissima

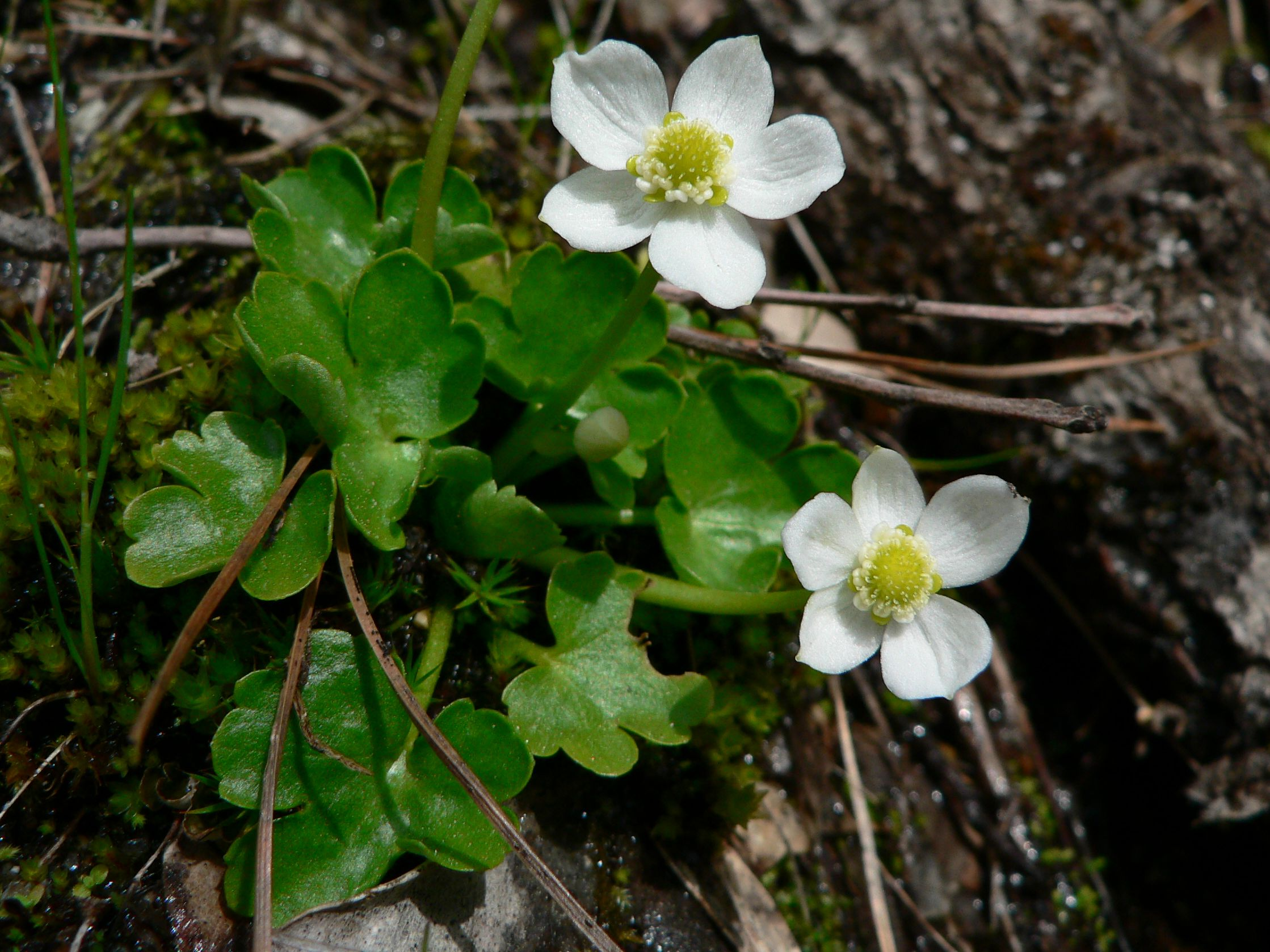
Kumlienia hystriculus

- Subfamilia Hydrastidoideae Raf., (1815) x = 13, tipo T.

- Un solo género: Hydrastis L., 1759. Norteamérica central y oriental.

- Subfamilia Glaucidioideae (Tamura, 1972) Loconte, (1995). x = 10, tipo T.

- Un solo género: Glaucidium Siebold & Zucc., (1845). Japón.

- Subfamilia Coptoideae Tamura. x = 8 o 9, tipo T.

- Género Asteropyrum J.R. Drumm. & Hutch., (1920). China, Bután, Burma.
- Género Coptis Salisb., (1807). Asia oriental, oeste de Norteamérica.
- Género Xanthorhiza Marshall, (1785). Norteamérica oriental.

- Subfamilia Thalictroideae Raf., (1815) x = 7 o 6, tipo T.

- Tribu Thalictreae T. Duncan & Keener, (1991). x = 7.

- Un solo género: Thalictrum L., (1753). América del Norte y del Sur, Europa meridional, África y Asia oriental.

- Tribu Isopyreae Schrödinger, (1909). x = 7.

- Género Aquilegia L., (175). Holártico.
- Género Enemion Raf., (1820). Asia nororiental y Norteamérica occidental.
- Género Isopyrum L., (1753). Eurasia.
- Género Leptopyrum Rchb., (1828). Asia, naturalizado en Europa.
- Género Paraquilegia J.R. Drumm. & Hutch., (1920). Himalaya.
- Género Semiaquilegia Makino, (1902). China, Corea y Japón.
- Género Urophysa Ulbr., (1929). China.

- Tribu Dichocarpeae (Tamura & K. Kosuge, 1989) W.T. Wang & D.Z. Fu, (1990). x = 6.

- Un solo género: Dichocarpum W.T. Wang & P.K. Hsiao, (1964). Del Himalaya a Japón.

- Subfamilia Ranunculoideae Arn., (1832). x = 8, 7 o 6, rara vez 9, tipo R.

- Tribu Helleboreae DC., (1817). x = 8.

- Género Calathodes Hook.f. & Thomson, (1855). India, Tíbet, Bután, Nepal, China, Taiwán.
- Género Caltha L., (1753). Eurasia, Andes sudamericanos, Australia y Nueva Zelanda.
- Género Helleborus L., (1753). Europa, Asia.
- Género Megaleranthis Ohwi, (1935). Corea del Sur.
- Género Trollius L., (1753). Holártico.

- Tribu Actaeeae Bercht. & J. Presl, (1823). x = 8.

- Género Actaea L., (1753) (incluye Cimicifuga Wernisch., (1763) y Souliea Franch., 1898).
- Género Anemonopsis Siebold & Zucc., 1846. Japón.
- Género Beesia Balf.f. & W.W. Sm., (1915). China, Burma, Tíbet.
- Género Eranthis Salisb., (1808). Europa, Asia.

- Tribu Nigelleae Tamura, (1990). x = 6 o 7.

- Género Garidella L., (1753). Europa meridional, sudoeste y centro de Asia.
- Género Komaroffia Kuntze, (1887). Asia central, Irán.
- Género Nigella L., (1753). Europa central y meridional, norte de África, sudoeste y centro de Asia.

- Tribu Delphinieae Warm., (1884). x = 8.

- Género Aconitum L., (1753). Eurasia, norte de África y Norteamérica.
- Género Consolida (DC., 1817) Gray, (1821). Eurasia.
- Género Delphinium L., (1753). Eurasia, África y Norteamérica.

- Tribu Adonideae Kunth, (1838). x = 8.

- Género Adonis L., (1753). Eurasia.
- Género Callianthemum C.A. Meyer, (1830). Eurasia.

- Tribu Anemoneae DC., (1817). x = 8 o 7, rara vez 9.

- Género Anemoclema (Franch., 1886) W.T. Wang, (1964). China.
- Género Anemone L., (1753). Eurasia hasta Sumatra, América del Norte y del Sur, África (incluye Hepatica Mill., (1754), Knowltonia Salisb., (1796), Pulsatilla Mill., (1754) y Miyakea Miyabe & Tatew., 1935).
- Género Barneoudia Gay, (1844). Chile, Argentina (probablemente sinónimo de Anemone).
- Género Clematis L., (1753). Eurasia, América del Norte y del Sur, África, Madagascar, Oceanía (incluye Archiclematis (Tamura, 1954) Tamura, 1968).
- Género Metanemone W.T. Wang, (1980). China.
- Género Naravelia DC., (1817). Sur y sudeste de Asia.
- Género Oreithales Schldtl., (1856). Andes, de Ecuador a Bolivia (probablemente sinónimo de Anemone).

- Tribu Ranunculeae DC., (1817). x = 8 o 7.

- Género Arcteranthis Greene, (1897). Canadá.
- Género Beckwithia Jeps., (1898). Estados Unidos occidentales.
- Género Callianthemoides Tamura, (1992). América del Sur meridional (Sur de Argentina y Chile).
- Género Coptidium (Prantl, 1888) N.N. Tzvelev, (1994). Holártica boreal.
- Género Cyrtorhyncha Nutt. in Torr. & A. Gray, (1838). Norteamérica occidental.
- Género Halerpestes Greene, (1900). Asia, América del Norte y del Sur; naturalizado en Europa.
- Género Hamadryas Comm. ex Juss., (1789). América del Sur meridional.
- Género Krapfia DC., (1817). Andes de Sudamérica.
- Género Kumlienia Greene, (1886). California.
- Género Laccopetalum Ulbr., (1906). Perú.
- Género Oxygraphis Bunge, (1836). Asia central, meridional y oriental, Alaska.
- Género Paroxygraphis W.W. Sm., (1913). Himalaya.
- Género Peltocalathos Tamura, (1992). África meridional.
- Género Ranunculus L., (1753). Cosmopolita (incluye Aphanostemma A. St.-Hil., (1825), Ceratocephala Moench, (1794) y Myosurus L., (1753); véase Hörandl et al., 2005,).
- Género Trautvetteria Fisch. & C.A. Meyer, (1835). Nordeste de Asia, Norteamérica oriental y occidental.

## Clave de identificación
Los géneros actualmente considerados como válidos pueden separarse con la siguiente clave:
- Hydrastis

Fruto en baya, con 1-2 semillas. Flor solitaria terminal. Sépalos 3. x = 13, tipo T.
- Glaucidium

Flores 4-meras, sépalos 4, petaloides. Estambres numerosos. 
Fruto en folículo. Semillas muchas, aplanadas, aladas. x = 10, tipo T.

#### Coptoideae
Flores 5-meras. Estambres menos de 150. Fruto en cápsula, folículo, aquenio o baya. Semillas normales. x < 10, tipo T o R.
Frutos en folículo sin nerviación transversa neta. Flores actinomorfas. x = 8 o 9, tipo T.
- Xanthorhiza

Arbustitos con tallos leñosos. Estilo del folículo abaxial, aplicado al fruto, fuertemente curvado.
- Coptis

Tallos herbáceos, a lo sumo algo leñosos en la base. Estilo del folículo terminal, recto o ganchudo apicalmente.
Folículos netamente estipitados. Pétalos con uña.
- Asteropyrum

Folículos sésiles. Pétalos con uña larga.

#### Thalictroideae-Ranunculoideae
Frutos en baya, aquenio o cápsula, si en folículo, con nerviación transversa más o menos neta, si no, flores zigomorfas. x < 8, si no, tipo R.
- Actaea (parte)

Fruto en baya.
Fruto simple, polispermo.
- Anemone (parte)

Fruto aquenio, cada uno con 1-2 semillas.
- Consolida

Fruto en folículo simple, sésil.
Flores zigomorfas.
Pétalo espolonado 2. Carpelo 1.
- Delphinium

Pétalos espolonados 2. Carpelos 3 o más.
Pétalos 4, los 2 superiores espolonados, sésiles. Sépalo superior con espolón.
- Aconitum

Pétalos 2, espolonados, con uña. Sépalo superior en casco.
- Caltha

Flores actinomorfas o ligeramente irregulares.
Pétalos ausentes.
Hojas simples, indivisas.
Carpelos varios. Inflorescencia laxa, corimbiforme, o flor solitaria.
- Beesia (parte)

Carpelo 1. Inflorescencia en racimo o panícula.
- Calathodes

Hojas divididas o compuestas.
Hojas palmati- o pedatisectas.
- Enemion

Hojas 1-2-ternadas.
Pétalos ausentes.
- Komaroffia

Pétalos presentes.
Gineceo semicárpico a sincárpico. Anuales.
Hojas indivisas a 3-5-palmatipartidas.
- Nigella

Pétalos más cortos que los sépalos.
Hojas 2-3-pinnadas.
- Garidella

Pétalos más largos que los sépalos.
- Beesia (parte)

Gineceo apocárpico, si no, perennes.
Inflorescencia multiflora, en cimas compuestas, panículas o racimos.
Hojas simples, indivisas. Pétalos y estaminodios ausentes.
- Actaea (parte)

Hojas ternadas o pinnaticompuestas una o más veces. Pétalos o estaminodios presentes.
Sépalos 3-5, blanco verdosos. Inflorescencia con más de 8 flores.
- Anemonopsis

Sépalos 7-10, púrpura rojizos. Inflorescencia a lo sumo con 8 flores.
- Eranthis

Hojas caulinares formando un involucro univerticilado.
Inflorescencia pauciflora en monocasio o flor solitaria, terminal.
- Megaleranthis

Hojas caulinares alternas u opuestas, no involucradas.
Hojas simples.
Hoja caulinar 1, cercana a la flor.
- Trollius

Hojas caulinares varias, lejanas de la flor, o ausentes.
- Helleborus

Hojas compuestas.
Sépalos persistentes.
- Semiaquilegia

Sépalos caducos.
Estaminodios escuamiformes presentes entre estambres y carpelos.
Rizoma tuberoso. Sépalos blancos. Estambres 8-14.
- Urophysa

Rizoma no tuberoso. Sépalos azules o purpúreos. Estambres numerosos.
Pétalos más cortos que la mitad de la longitud de un sépalo, naviculares. Estilos casi 2 × tan largos como el cuerpo del folículo. Hojas todas basales, simples, trisectas o ternadas.
- Aquilegia

Pétalos más largos que la mitad de la longitud de un sépalo, petaloides. Estilos a lo sumo tan largos como la mitad del cuerpo del folículo. Hojas basales o caulinares, ternadas 2 o más veces.
- Dichocarpum

Estaminodios ausentes.
Folículos 2, con un nervio longitudinal neto, soldados basalmente. Pétalos con uña larga.
- Paraquilegia

Folículos sin nervio longitudinal, libres. Pétalos sin uña o con esta corta.
Pétalos sésiles. Tallo simple, hojas todas basales, los restos de los peciolos apelmazados. Flores solitarias.
- Leptopyrum

Pétalos con uña corta. Tallo escasamente ramificado, hojas basales y caulinares. Flores en monocasio paucifloro.
Anuales. Carpelos normalmente 6 o más.
- Isopyrum

Perennes. Carpelos normalmente 2-6, ocasionalmente más.
- Clematis

Fruto compuesto de aquenios (raramente utrículos).
Morfología muy diversa.
- Thalictrum

Sépalos imbricados.
Pétalos ausentes. Óvulo péndulo. Aquenio con nervios longitudinales netos en cada cara lateral.
- Metanemone

Pétalos presentes, si ausentes, óvulo erecto o aquenios sin nervios longitudinales en cada cara lateral.
Pétalos ausentes.
Tallo escaposo, sin hojas caulinares.
Hojas basales enteras, lobuladas o partidas, netamente más cortas que el escapo.
Involucro ausente. Hojas basales elípticas, obovadas, ovadas a subreniformes, enteras, trilobuladas o tripartidas. Sépalos 19. Flor solitaria.
- Anemoclema

Involucro presente. Hojas basales pinnatisectas a pinnatipartidas. Sépalos 5. Inflorescencia de 2-4 flores.
- Oreithales

Hojas basales enteras, tan o más largas que el escapo.
- Trautvetteria

Tallo con hojas caulinares.
Óvulos (y semillas) erectos. Inflorescencia en corimbo o subpanícula. Aquenio con un nervio longitudinal en cada cara lateral.
- Barneoudia

Óvulos (y semillas) péndulos. Inflorescencia en cimas o umbelas, o flor solitaria. Aquenio sin nervios longitudinales en las caras laterales.
Aquenios con largos pelos basales.
- Anemone (parte)

Aquenios pubescentes a glabros.
- Paroxygraphis

Pétalos presentes.
Flores unisexuales.
Sépalos persistentes, tan o más largos que los pétalos. Pétalos 5.
- Hamadryas

Sépalos caducos, más cortos que los pétalos. Pétalos 7-20.
- Naravelia

Flores perfectas (bisexuales).
Enredadera leñosa. Hojas opuestas. Estilo del aquenio largo, plumoso o pubescente.
- Callianthemum

Hierba anual o perenne. Hojas alternas o todas basales. Estilo diferente.
Óvulo (y semilla) péndulo, bitégmico.
Pétalos con nectario basal.
- Adonis

Pétalos sin nectario basal.
- Krapfia

Óvulo (y semilla) erecto, unitégmico.
Androceo y gineceo separados en el receptáculo por una zona libre de estructuras.
Pétalos con 1-3 nectarios.
- Laccopetalum

Pétalos con numerosos nectarios. Androginóforo presente.
Numerosos pequeños aquenios.
- Callianthemoides

Androceo y gineceo continuos en el receptáculo.
Aquenios con venas longitudinales en las caras laterales, no reticuladas.
Aquenios con un ala a lo largo de un nervio longitudinal en cada cara lateral.
- Peltocalathos

Aquenios no alados, rugosos.
Hojas basales simples, peltadas.
- Cyrtorhyncha

Hojas o foliolos no peltados.
Hojas 1-2-ternadas. Inflorescencia en corimbo o subpanícula.
- Oxygraphis

Hojas basales simples o trisectas. Flores solitarias, terminales.
Sépalos persistentes.
- Kumlienia

Sépalos caducos.
Sépalos blancos. Pétalos más cortos que la mitad de un sépalo.
- Halerpestes

Sépalos amarillos. Pétalos poco más cortos o más largos que un sépalo.
Estolones presentes.
- Arcteranthis

Hojas todas basales o a veces 1 caulinar.
Sépalos caducos.
Estolones ausentes.
- Coptidium

Hojas simples de borde entero o trilobuladas, 3-5-partidas a 3-5-sectas, de borde dentado. Aquenios con tejido esponjoso, flotador, en la parte superior.
- Beckwithia

Sépalos 5, persistentes. Pétalos rojos.
Fruto en utrículo papiráceo.
- Ranunculus

Fruto en aquenio, raramente utrículo. 
Pétalos normalmente amarillos, raramente blancos.

## Registros fósiles
Se han hallado restos fósiles de frutos, hojas y semillas en diferentes lugares, tanto del Nuevo Mundo como del Viejo. A diferencia de otras familias, como Menispermaceae y Berberidaceae, de Ranunculaceae existen muy pocos registros fósiles antes del Neógeno. Las causas, según los estudiosos (Ziman y Keener, 1989), podrían ser el hábito herbáceo de la familia; la menor producción de partes vegetales, como hojas, flores o frutos, dificulta el hallazgo de restos, así como el área de distribución de muchos de los taxones, ambientes alpinos, por ejemplo.
Los restos más antiguos datan del Cretácico inferior, pequeños frutos que se asemejan a los del género actual Thalictrum. Las características de semillas de Eocaltha zoophilia, datadas en el Cretácico superior, permiten suponer que el ancestro del actual Caltha también tenía hábitos acuáticos. De diferentes épocas del Neógeno datan también evidencias de algunas especies de Paleoactaea, las cuales por la similitud de características corresponden al actual Actaea.

## Usos
En jardinería son populares por la belleza de sus flores muchas especies de los géneros Aconitum, Actaea, Adonis, Anemone, Aquilegia, Callianthemum, Caltha, Clematis, Consolida, Delphinium, Eranthis, Helleborus, Nigella, Ranunculus, Thalictrum y Trollius, y sus numerosos cultivares conseguidos por selección artificial.
En medicina
Otros géneros tienen interés farmacológico por su potencial terapéutico. Aunque no se han demostrado aún sus efectos en farmacología.
En la antigüedad se utilizaban en la medicina tradicional muchas especies en forma de soluciones acuosas y cocimientos. El género Ranunculus contra el reumatismo, fiebres intermitentes y rubefacción, entre otras afecciones. Algunas especies de  Pulsatilla y Anemone para dolores reumáticos, affeciones de los ojos. Delphinium consolida como vermífuga y diurética. La acción de algunas de estas plantas «tomadas interiormente se consideraba de las más enérgicas y notables».
También se beneficiaban de su toxicidad. El jugo extraído del acónito y el heléboro negro se utilizaba para emponzoñar las flechas, práctica que usaron en la India y también los árabes durante la Reconquista. A principios del siglo xix los gurkhas nepalíes aniquilaban a sus enemigos envenenando los pozos de agua.

Clematis vitalba era llamada "yerba de los pordioseros" porque los menesterosos utilizaban las hojas machacadas por su efecto irritante. Las aplicaban sobre la piel hasta que se producían úlceras para, de ese modo,  suscitar la piedad de la gente.